# بويز كريك (كارولاينا الشمالية)
بويز كريك (بالإنجليزية: Buies Creek CDP, North Carolina)‏ هي منطقة سكنية تقع بولاية كارولاينا الشمالية في الولايات المتحدة. تبلغ مساحتها 5.95 كم2، وترتفع عن سطح البحر 63.0936 م، بلغ عدد سكانها 2,942 نسمة في عام 2010 حسب إحصاء مكتب تعداد الولايات المتحدة وتصل الكثافة السكانية فيها 494.5 نسمة لكل كيلومتر مربع (1,280.7/ميل2).

## التركيبة السكانية
حدّد مكتب تعداد الولايات المتحدة بيانات التركيبة السكانية لبويز كريك في تعداد الولايات المتحدة. في ما يلي، التركيبة السكانية حسب تعدادي 2000 و2010.

### تعداد عام 2000
بلغ عدد سكان بويز كريك 2,215 نسمة بحسب تعداد عام 2000، وبلغ عدد الأسر 612 أسرة وعدد العائلات 211 عائلة مقيمة في المنطقة السكنية. في حين سجلت الكثافة السكانية 372.3 نسمة لكل كيلومتر مربع (964.3/ميل2). وبلغ عدد الوحدات السكنية 698 وحدة بمتوسط كثافة قدره 117.3 لكل كيلومتر مربع (303.8/ميل2).
وتوزع التركيب العرقي للمنطقة السكنية بنسبة 84.20% من البيض و10.16% من الأمريكيين الأفارقة و0.36% من الأمريكيين الأصليين و2.71% من الأمريكيين ذوي الأصول الآسيوية و0.05% من سكان جزر المحيط الهادئ و1.31% من الأعراق الأخرى و1.22% من عرقين مختلطين أو أكثر و2.08% من الهسبانيون أو اللاتينيون من أي عرق.
بلغ عدد الأسر 612 أسرة كانت نسبة 13.6% منها لديها أطفال تحت سن الثامنة عشر تعيش معهم، وبلغت نسبة الأزواج القاطنين مع بعضهم البعض 28.3% من أصل المجموع الكلي للأسر، ونسبة 4.2% من الأسر كان لديها معيلات من الإناث دون وجود شريك، بينما كانت نسبة 2% من الأسر لديها معيلون من الذكور دون وجود شريكة وكانت نسبة 65.5% من غير العائلات. تألفت نسبة 43.5% من أصل جميع الأسر من عدة أفراد يعيشون في نفس المنزل ونسبة 9% كانت تتألف من شخص يعيش بمفرده يبلغ من العمر 65 عاماً أو أكثر. وبلغ متوسط حجم الأسرة المعيشية 1.92، أما متوسط حجم العائلات فبلغ 2.71.
بلغ العمر الوسطي للسكان 21.2 عاماً. وكانت نسبة 6.2% من القاطنين تحت سن الثامنة عشر، وكانت نسبة 21.5% بين الثامنة عشر والرابعة والعشرين عاماً، ونسبة 11.2% كانت واقعةً في الفئة العمرية ما بين الخامسة والعشرين والرابعة والأربعين عاماً، ونسبة 7% كانت ما بين الخامسة والأربعين والرابعة والستين، ونسبة 7% كانت ضمن فئة الخامسة والستين عاماً فما فوق. يوجد لكل 100 أنثى 81.6 ذكر، ويوجد لكل 100 أنثى في الثامنة عشر من عمرها فما فوق 79.5 ذكر.
بلغ متوسط دخل الأسرة في المنطقة السكنية 21,019 دولارًا، أما متوسط دخل العائلة فبلغ 39,688 دولارًا. وكان متوسط دخل الذكور 25,329 دولارًا مقابل 31,216 دولارًا للإناث. وسجل دخل الفرد الخاص بالمنطقة السكنية 10,117 دولارًا. وكانت نسبة 13.8% من العائلات ونسبة 36.7% من السكان تحت خط الفقر، وكان من هؤلاء نسبة 21.9% تحت سن الثامنة عشر ونسبة 6.8% في الخامسة والستين من العمر وما فوق.

### تعداد عام 2010
بلغ عدد سكان بويز كريك 2,942 نسمة بحسب تعداد عام 2010، وبلغ عدد الأسر 577 أسرة وعدد العائلات 232 عائلة مقيمة في المنطقة السكنية. في حين سجلت الكثافة السكانية 494.5 نسمة لكل كيلومتر مربع (1,280.7/ميل2). وبلغ عدد الوحدات السكنية 699 وحدة بمتوسط كثافة قدره 117.5 لكل كيلومتر مربع (304.3/ميل2).
وتوزع التركيب العرقي للمنطقة السكنية بنسبة 78.28% من البيض و14.75% من الأمريكيين الأفارقة و0.68% من الأمريكيين الأصليين و2.18% من الأمريكيين ذوي الأصول الآسيوية و0.03% من سكان جزر المحيط الهادئ و1.87% من الأعراق الأخرى و2.21% من عرقين مختلطين أو أكثر و3.64% من الهسبانيون أو اللاتينيون من أي عرق.
بلغ عدد الأسر 577 أسرة كانت نسبة 16.1% منها لديها أطفال تحت سن الثامنة عشر تعيش معهم، وبلغت نسبة الأزواج القاطنين مع بعضهم البعض 29.6% من أصل المجموع الكلي للأسر، ونسبة 7.8% من الأسر كان لديها معيلات من الإناث دون وجود شريك، بينما كانت نسبة 2.8% من الأسر لديها معيلون من الذكور دون وجود شريكة وكانت نسبة 59.8% من غير العائلات. تألفت نسبة 36.6% من أصل جميع الأسر من عدة أفراد يعيشون في نفس المنزل ونسبة 9.7% كانت تتألف من شخص يعيش بمفرده يبلغ من العمر 65 عاماً أو أكثر. وبلغ متوسط حجم الأسرة المعيشية 2.07، أما متوسط حجم العائلات فبلغ 2.73.
بلغ العمر الوسطي للسكان 20.9 عاماً. وكانت نسبة 5.5% من القاطنين تحت سن الثامنة عشر، وكانت نسبة 73.2% بين الثامنة عشر والرابعة والعشرين عاماً، ونسبة 8.9% كانت واقعةً في الفئة العمرية ما بين الخامسة والعشرين والرابعة والأربعين عاماً، ونسبة 7.9% كانت ما بين الخامسة والأربعين والرابعة والستين، ونسبة 4.5% كانت ضمن فئة الخامسة والستين عاماً فما فوق. وتوزع التركيب الجنسي للسكان بنسبة 44.9% ذكور و55.1% إناث.